# Inglechina
Inglechina ist eine Gattung der Spulwürmer mit zwei Arten. Sie sind Parasiten im Darm von Raubbeutlern in Australien.

## Merkmale
Inglechina hat die Merkmale der Echinonematinae. Der Kopf ist mit drei Hakenreihen bewaffnet. Die Halsregion ist nicht zu Flügeln verbreitert, aber mit Dornen wie im übrigen Körper besetzt. Die Mundöffnung ist dreieckig. Die Vulva liegt vor der Körpermitte.

## Systematik
Das Interim Register of Marine and Nonmarine Genera weist folgende Arten aus:
- Inglechina australis (Inglis & Mawson, 1967)
- Inglechina virginiae Smales & Rossi, 1999